# Ego (album)
Pour les articles homonymes, voir Ego (homonymie).
Albums de Oomph!
Plastik
(2000) Wahrheit oder Pflicht
(2004)
Ego est le septième album du groupe allemand de metal industriel Oomph!, sorti en 2001.

## Liste des chansons
1. Ego - 4:17
2. Supernova - 4:00
3. Willst Du Frei Sein - 3:55
4. Drop The Lie - 3:46
5. Bitter - 4:17
6. Transformation - 4:03
7. Atem - 3:59
8. Serotonin - 2:15
9. Swallow - 3:49
10. Viel Zu Tief - 3:47
11. My Darkest Cave - 3:38
12. Rette Mich - 4:26
13. Who You Are - 3:58
14. Kontrollverlust - 4:47
15. Dopamin - 2:42
16. Traum Weiter - 1:39